# Nijmegen-Rotterdammars
Nijmegen-Rotterdam is sinds 1966 een jaarlijkse wandeltocht van 160 kilometer, met een start in Nijmegen en finish in Rotterdam.
Deze mars over 160 km in maximaal 29 uur is de langste jaarlijks terugkerende wandeltocht in Nederland. Deelname staat open voor personen van 20 jaar en ouder. De wandeltocht wordt georganiseerd door de Rotterdamse Wandelsport Vereniging (RWV).
De mars was een opvolger van de mars Brussel - Rotterdam (1935-1965) die na 25 edities steeds meer problemen op de route kende vanwege de verkeersveiligheid. In 1966 werd de eerste editie van Nijmegen-Rotterdam gelopen met 70 wandelaars. Vast vertrekpunt was het Kolpinghuis in Nijmegen. De route liep via Den Bosch en Gorinchem. Tot in de jaren 70 was de finish bij het Volkshuis aan de Slaak. Vanaf de beginjaren nemen ook buitenlandse deelnemers aan het evenement deel.
De huidige route loopt vanuit Nijmegen via Ede, Leersum, Bunnik, IJsselstein, Oudewater en Waddinxveen met het terrein van PAC Rotterdam als finishplaats.
Vanwege Corona konden de edities van 2020 en 2021 niet plaatsvinden. In 2022 werd de route gewijzigd. De start is sindsdien bij Sporthal De Boog in Nijmegen-Lent.